# Ratusz w Augustowie
Ratusz w Augustowie – klasycystyczny ratusz istniejący w Augustowie w latach 1836–1944, zbudowany według projektu Henryka Marconiego.

## Dawniejsze ratusze
Pierwszy, drewniany ratusz został zbudowany na środku rynku w Augustowie przed 1570 rokiem. Była to prawdopodobnie budowla dwukondygnacyjna, mieściła się w niej sala sądowa, mieszkanie woźnego, zaś w piwnicy więzienie. Budynek został spalony w 1656 roku, w czasie potopu szwedzkiego. Odbudowano go prawdopodobnie w formie zbliżonej do pierwotnej. Na początku XIX wieku ratusz był w złym stanie technicznym i rozebrano go w roku 1819.
W związku z powstaniem województwa augustowskiego i budową Kanału Augustowskiego w latach 20. i 30. XIX wieku planowana była gruntowna przebudowa miasta, w ramach której miał też powstać w środku zachodniej pierzei rynku nowy, okazały ratusz według projektu Henryka Marconiego. Plany budynku nie zachowały się. Miał on mieć formę zbliżoną do ratusza w Brześciu Kujawskim. Po upadku powstania listopadowego plany rozbudowy Augustowa nie zostały zrealizowane.

## Ratusz z 1836 roku
Ostatecznie nowy, murowany ratusz ulokowano w południowej pierzei rynku. Powstał on według innego projektu Marconiego, zmodyfikowanego przez budowniczego augustowskiego, Hipolita Kossutha. Budowla miała dwie kondygnacje, zwieńczone wieżą zegarową. Prace budowlane zrealizowali w latach 1835–1836 przedsiębiorcy Jaffe i Leyba Rozental. Koszt budowy wyniósł 54 tys. zł. W ratuszu mieściły się władze miejskie, kasa i areszt. Na piętrze znajdowało się mieszkanie policjanta, który był jednocześnie dozorcą budynku. Ratusz remontowano w latach 1845, 1868, 1871, 1912.
W roku 1944 ratusz został wysadzony przez Niemców, ale po wojnie nie został odbudowany – ruiny rozebrano w 1948. Obecnie w miejscu ratusza znajduje się pawilon handlowy oraz dworzec autobusowy.